# Apotominae
Apotominae zijn een onderfamilie van de loopkeverfamilie (Carabidae). De wetenschappelijke naam werd voor het eerst geldig gepubliceerd in 1853 door LeConte.

## Taxonomie
Het volgende geslacht wordt bij de onderfamilie ingedeeld:
- Apotomus Illiger, 1807